# Piramidión

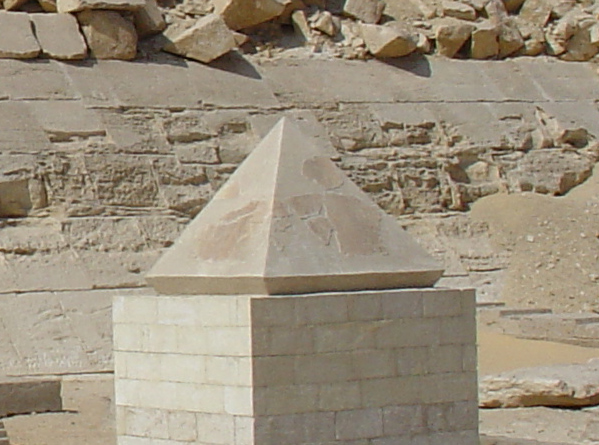
Piramidión restaurado, originalmente situado en la cúspide de la pirámide Roja.

El piramidión o piramidón es la pieza pétrea de forma piramidal que se situaba en la parte más alta de los obeliscos y pirámides, o cúspide; simbolizaba el lugar donde se posaba el dios solar Ra o Amón-Ra, en la cúspide del monumento, como punto de unión entre el Cielo y la Tierra. 
El piramidión se solía realizar con materiales tales como la piedra caliza de Tura, en la pirámide Roja de Seneferu (dinastía IV), o granito negro, como en la de Jendyer (dinastía XIII). Esta pieza generalmente se recubría de oro, bronce, electro u otra aleación de metales, para que resplandeciera cuando incidía en él la luz del Sol.
Cabe agregar que los piramidiones originales situados en las cúspides de las pirámides de Keops, Kefren y Micerino eran de cristal de cuarzo en estado puro.

Pyramidion de Ramose, de Deir el-Medina, entre 1292 y 1190 a.C. Imperio Nuevo. Caliza. Museo Egipcio, Turín.